# وقتی بازیگر ناشی بازمی‌گردد
وقتی بازیگر ناشی بازمی‌گردد (انگلیسی: When the Ham Turned) یک فیلم کمدی صامت کوتاه به کارگردانی فرانک گریفین است که در سال ۱۹۱۴ منتشر شد. از بازیگران این فیلم می‌توان به اولیور هاردی و ریموند مک‌کی اشاره کرد.